# Woyzeck (film 1979)
Woyzeck – dramat niemiecki w reżyserii Wernera Herzoga, wyprodukowany przez Werner Herzog Filmproduktion we współpracy z telewizją ZDF w 1979 roku. Film kosztował 1 120 000 marek; światową premierę miał w Monachium, 25 maja 1979 roku. Woyzeck jest adaptacją sztuki niemieckiego pisarza epoki romantyzmu Georga Büchnera.

## Fabuła
Film opowiada historię koszarowego żołnierza Franza Woyzecka (w tej roli Klaus Kinski), który zarabia na życie m.in. goląc swego Kapitana (Wolfgang Reichmann). Woyzeck poddawany jest eksperymentom medycznym, prowadzonym przez Doktora (w jego postać wciela się znany z Zagadki Kaspara Hausera Willy Semmelrogge). Franz utrzymuje swoje nieślubne dziecko oraz jego matkę Marię (Eva Mattes). Młodą dziewczyną zainteresowany jest jednak przystojny Tamburmajor (Hias ze Szklanego serca Josef Bierbichler), który prześladuje Woyzecka: znęca się nad nim w karczmie.
Pewnego dnia Kapitan wraz z Doktorem sugerują głównemu bohaterowi, że został zdradzony przez Marię. Woyzeck staje się  pośmiewiskiem miasteczka, nie mogąc (i nie chcąc) znaleźć pomocy ani u przełożonych (symbolizujących porządek prawny) „oświeconych” lekarzy, ani u kochanki. Ukojenia nie przynosi mu także kontakt z dzieckiem i przyjacielem ze służby Andresem (Paul Burian).
Franz zdaje sobie sprawę, że wszystkie te elementy wraz z jego naturą, której nie potrafi i nie może kontrolować, muszą doprowadzić do tragedii. Woyzeck w rocznicę poznania Marii prowadzi ją nad staw i morduje. Następnie, próbując pozbyć się noża (narzędzia zbrodni), tonie, co jednak zostało w filmie przedstawione w sposób enigmatyczny. Zakończenie nieznacznie więc różni się od tego znanego z pierwowzoru literackiego.

## Produkcja
Reżyser obiecał tytułową rolę Brunowi S., naturszczykowi znanemu z filmu Zagadka Kaspara Hausera. Herzog zdał sobie jednak sprawę, że nikt inny oprócz Klausa Kinskiego nie będzie potrafił wcielić się z taką intensywnością w postać Woyzecka. Dlatego napisał dla Bruna S. scenariusz Stroszka, odkładając realizację sztuki Büchnera, czekając na sprzyjający moment, aby namówić Kinskiego do współpracy. Werner Herzog za jednym zamachem zaproponował rolę Nosferatu i Woyzecka, dzwoniąc do Kinskiego w nocy. Woyzecka zaczęto kręcić w pięć dni po realizacji Nosferatu wampira, wykorzystując tę samą ekipę, lecz innych aktorów drugoplanowych. Film powstał w całości w miasteczku Telcz w Czechosłowacji w zaledwie osiemnaście dni, zmontowany został w cztery.

## Recenzja
Krytyk „Gazety Wyborczej” Wacław Świeżyński pisał o filmie Herzoga: „Woyzeck (...) uchodzi za udaną adaptację fragmentów tragedii Büchnera. (...) Wiecznie zagoniony, lekceważony i upokarzany Woyzeck, mimo całej swej odmienności, dołączył do takich upośledzonych, wykluczonych i cierpiących bohaterów filmów Herzoga, jak Kaspar Hauser lub Stroszek. W tym ascetycznym filmie, dalekim od widowiskowości Aguirre lub Fitzcarralda, wyróżnia się pełna siły kreacja Klausa Kinskiego w roli niewinnego człowieka natury, który doprowadzony do obłędu przez zimne okrucieństwo cywilizowanych i wyedukowanych «porządnych ludzi», nie umie znaleźć innej drogi obrony swej godności niż niemal instynktowne zabójstwo”.

## Nagrody
Woyzeck otrzymał nominację do Złotej Palmy na Międzynarodowym Festiwalu Filmowym w Cannes w 1979 roku, lecz nagrodę otrzymała jedynie Eva Mattes dla najlepszej aktorki drugiego planu. Film uhonorowany został także Srebrną Statuetką na Niemieckim Festiwalu Filmowym w 1981 roku.